# Bertha Cady
 Bertha Louise Chapman Cady (1873 – 1956) fue una entomóloga y educadora estadounidense. 

## Vida y obra
Nacida como Bertha Louise Chapman, recibió una Licenciatura en Artes en 1895 y una Maestría en Artes en 1902 de la Universidad de Stanford . Enseñó biología en la escuela secundaria de 1900 a 1907. De 1907 a 1909 fue asistente de estudios de la naturaleza en la Universidad de Chicago . Luego se convirtió en instructora de biología en el California State Teacher's College . De 1921 a 1923, Cady fue profesora en la Universidad de Stanford. En 1923, obtuvo un doctorado en entomología en Stanford con su tesis titulada Un estudio de los efectos de alimentar a los animales con productos alimenticios de cereales infestados de insectos .  De 1924 a 1936 fue naturalista de las Girl Scouts de Estados Unidos . Además, de 1926 a 1929 fue presidenta de la Sociedad Estadounidense de Estudios de la Naturaleza. Se casó con el psicólogo Vernon Mosher Cady; La pareja escribió un libro The Way Life Begins: Una introducción a la educación sexual (1917) que fue publicado por la Asociación Estadounidense de Higiene Social .  El libro se vendió bien y tuvo varias reimpresiones. Otras publicaciones de ella incluyen The Girl Scout Leader's Nature Guide (1929).